# Raimundo Andueza Palacio
Raimundo Ignacio Andueza Palacio (Guanare, 6 de febrero de 1846 - Caracas, 17 de agosto de 1900) fue un abogado y político venezolano, miembro del Gran Partido Liberal Amarillo. Fue Presidente de Venezuela entre 1890 y 1892, cuando fue derrocado por el general Joaquín Crespo.

## Biografía

### Primeros años y carrera política
Nacido en la población llanera de Guanare, fueron sus padres el político José Raimundo Andueza Delgado y Carolina Palacio Torres. Tuvo dos hermanos: Francisco de Paula y María Anselma Raimunda. En su ciudad natal hizo estudios de primaria y secundaria. En 1861 obtuvo su título de bachiller en ciencias filosóficas. A los veinte años comenzaron sus responsabilidades políticas, al ser primero edecán y luego secretario del presidente Juan Crisóstomo Falcón. Posteriormente se desempeñó como secretario del Concejo Municipal de Caracas. En 1868, durante la denominada Revolución azul, de José Tadeo Monagas, estuvo en el bando oficial bajo las órdenes de Manuel Ezequiel Bruzual.

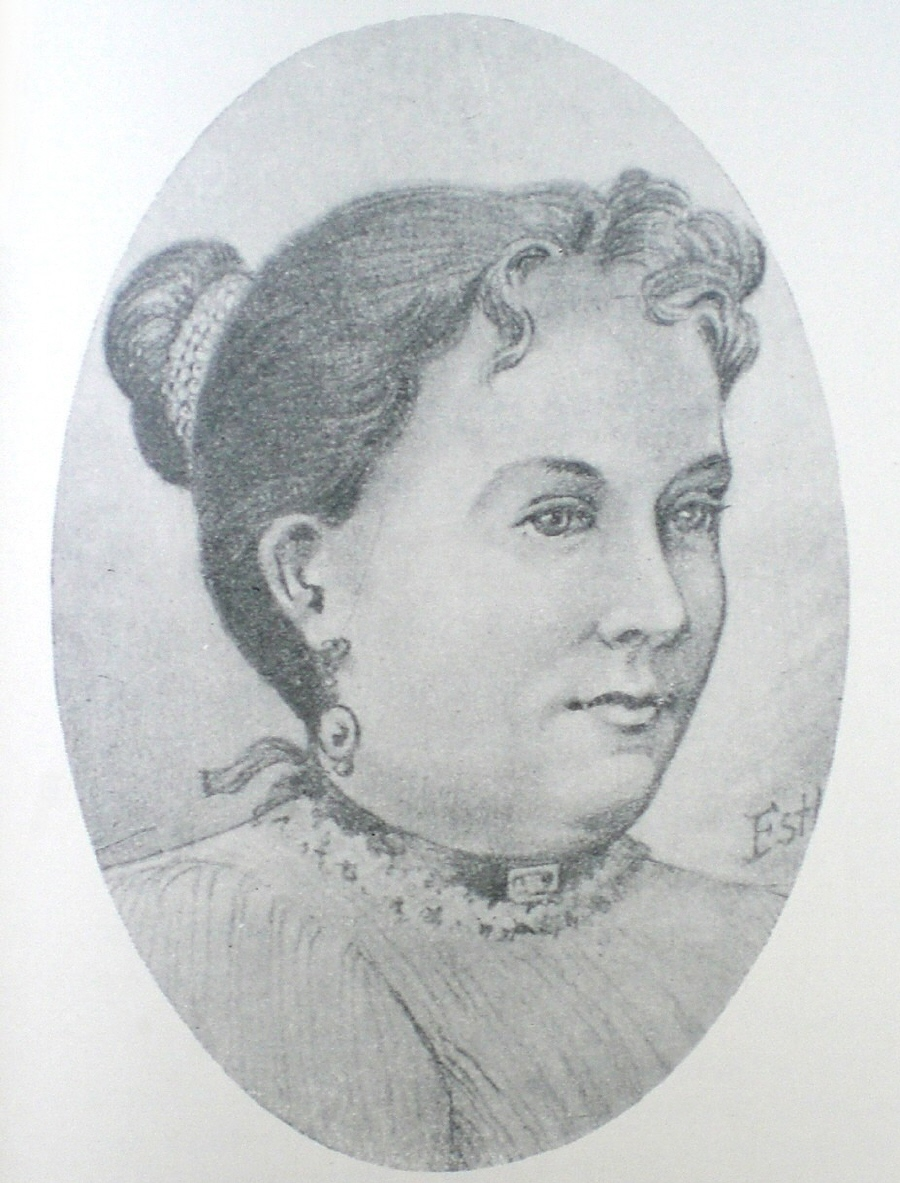
Isabel González Esteves, esposa de Andueza Palacio.

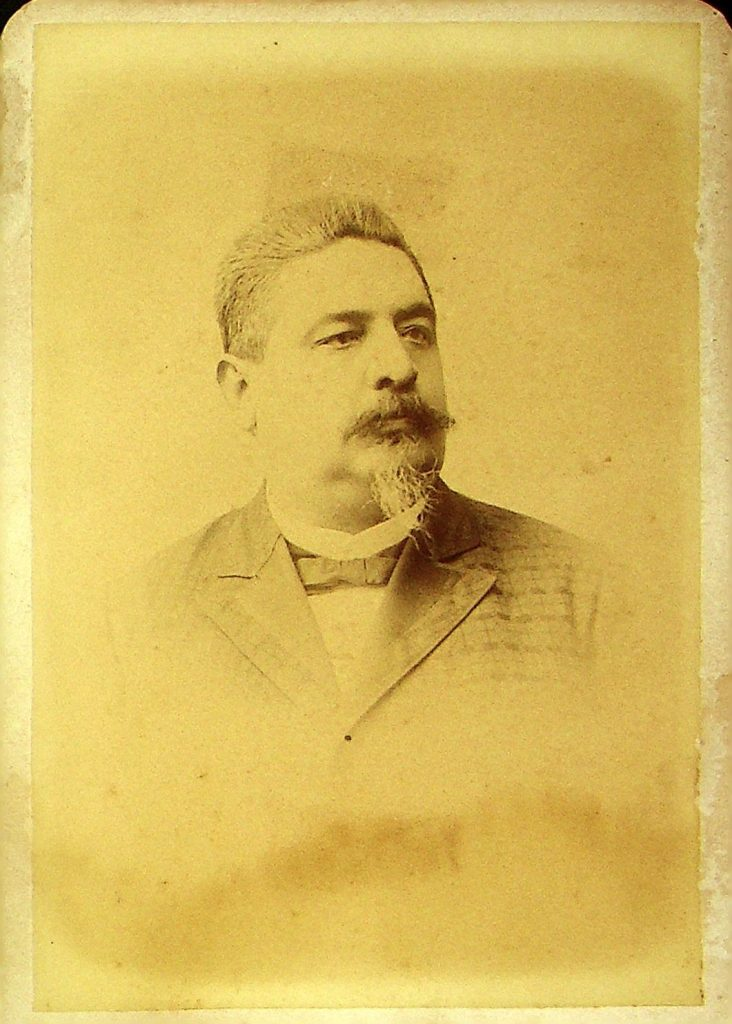
Retrato de Andueza Palacio.

En 1872 contrajo matrimonio con Isabel González Esteves, con quien tuvo tres hijos: Isabel María, Ana Teresa y Raimundo. Por esa época cursó la carrera de leyes en la Universidad Central de Venezuela. En 1874 obtuvo los títulos de abogado ante la Corte Suprema del Distrito Federal y de doctor en jurisprudencia. Esto lo combinó con la política, al ser diputado por el estado Aragua ante el Congreso Nacional, durante el periodo 1873-1876. En este último año fue presidente de dicho organismo. Ejerció como director del periódico El Demócrata. Desde este medio se encargó de encauzar los apoyos políticos para las aspiraciones presidenciales del general Francisco Linares Alcántara. 
También empezó a destacar por sus dotes en la oratoria, logrando cierta relevancia por el discurso que ofreció en 1874, en el Panteón Nacional, con motivo del traslado de los restos mortales del expresidente Falcón. Asimismo, por el pronunciado el 18 de mayo de 1877, como despedida al general Antonio Guzmán Blanco, quien partía a Europa luego de haber finalizado su primer periodo de gobierno, conocido como el «Septenio». 
En el gobierno de Linares Alcántara fue ministro de Relaciones Exteriores y de Hacienda. Igualmente figuró como candidato presidencial para el bienio 1879-1881. Esto último le creó una fuerte antipatía dentro de los sectores militares del partido gobernante, por lo que decidió exiliarse en París con su familia, durante el último tramo de la administración Linares Alcántara y en los días de la llamada Revolución Reivindicadora, liderada por los partidarios de Guzmán Blanco. 
En el «Quinquenio» de Guzmán (1879-1884), consiguió ser electo senador por su estado natal, Portuguesa. Desde su curul adversó las propuestas de reforma hechas por el presidente. Disuelto el Congreso, no se le incluyó como miembro del Consejo Federal, lo que lo apartó brevemente de la política. Fue elegido nuevamente senador (1886-1889), y consejero federal por el entonces llamado estado Zamora, entre 1886 a 1888.
Para el periodo 1888-1890, un civil fue elegido en el cargo de Presidente de la República. El médico y político, Juan Pablo Rojas Paúl, el cual se había mostrado fiel al «guzmancismo», rompe con el autoexiliado exmandatario, quien había regresado a Europa. En este gobierno, Andueza Palacio ocupó los cargos de ministro de Instrucción Pública y de Relaciones Interiores (1889-1890). Por igual, fue diputado por el estado Zamora y presidente de la Cámara baja del congreso. En 1890 Rojas Paúl lo designó candidato para sucederlo en la presidencia. Andueza Palacio cobijó en su seno los apoyos de seguidores de Guzmán Blanco y sus detractores. Como candidato de consenso, logró imponerse a otras candidaturas como las de Laureano Villanueva y Jesús Muñoz Tébar.

## Presidente de Venezuela (1890-1892)

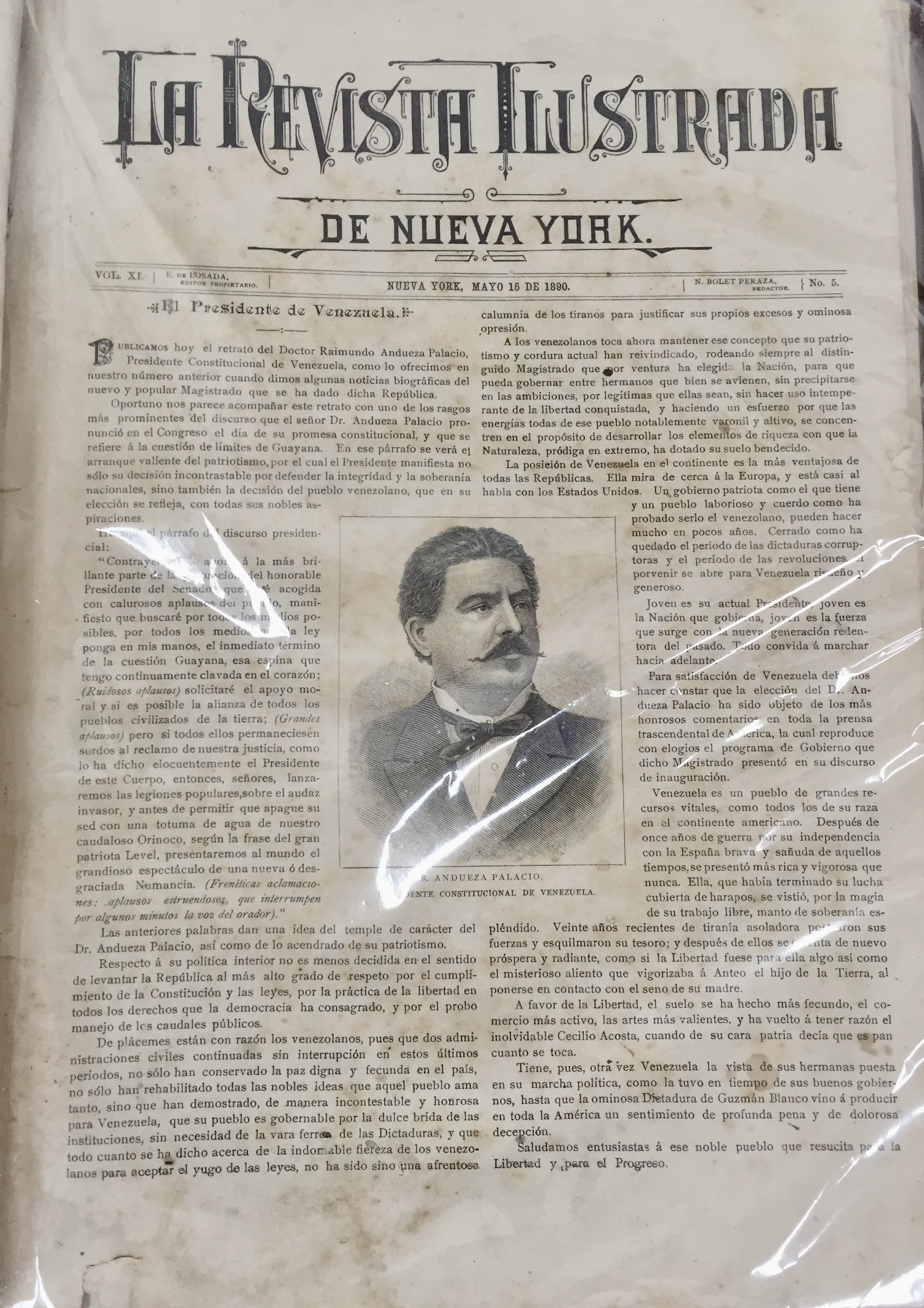
Andueza Palacio en la portada de la Revista Ilustrada de Nueva York del 15 de mayo de 1890.

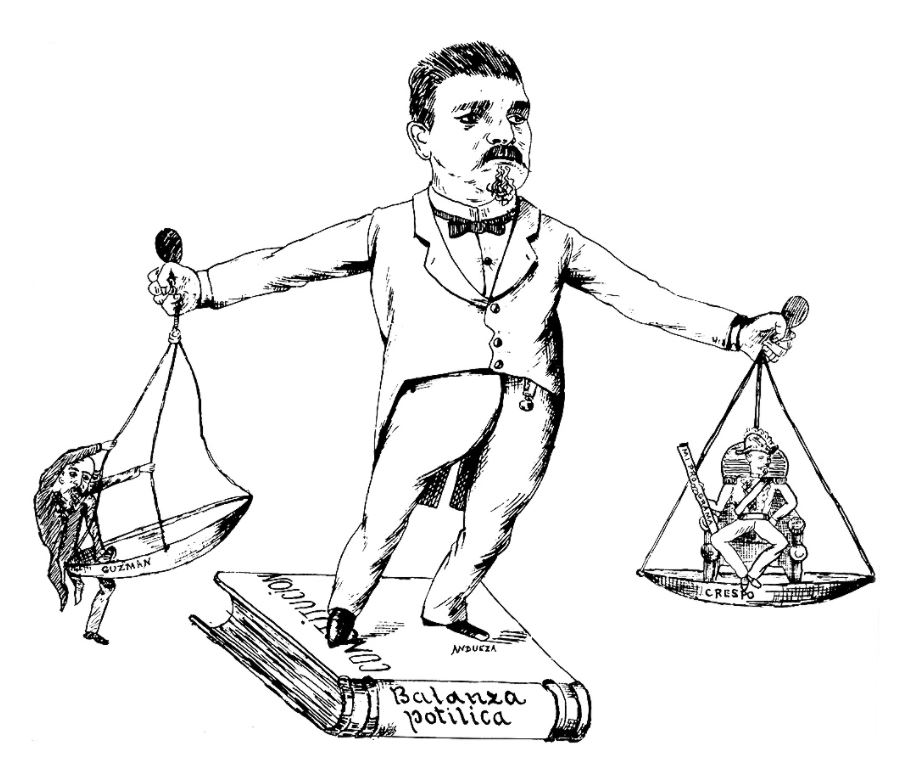
Raimundo Andueza Palacio en una caricatura que data de los primeros tiempos de su gobierno, en el que se le presenta buscando un equilibrio entre las dos facciones del Partido Liberal Amarillo.

El 7 de marzo de 1890 fue elegido presidente de la República por unanimidad del Consejo Federal, del cual él formaba parte como representante del estado Zamora. Tomó juramento del cargo el 19 de marzo de 1890. Como los presidentes de su época, despachó en la Casa Amarilla, para ese entonces sede del ejecutivo nacional. Parte del mobiliario de su propiedad, y que utilizó en este recinto, en la actualidad pertenecen a la colección patrimonial de la cancillería venezolana.
Su periodo es recordado por las garantías a la libertad de prensa, así como por las obras públicas emprendidas como consecuencia de la bonanza fiscal que trajo consigo la mejora de los precios internacionales del café. 
Este clima de abundancia le permite una política de dádivas y ayudas económicas, con miras a reforzar sus apoyos y configurarse como figura autónoma. Esto le creó una disputa con su antiguo mentor, Rojas Paúl, quien en agosto de 1890, decide irse del país, con destino a La Habana. 
Destaca en el periodo la inauguración de obras públicas como: el acueducto de Barquisimeto; el tramo ferrocarrilero Aroa-Barquisimeto; el Hospital Vargas de Caracas y el grupo escultórico homenaje a José Félix Ribas, para la plaza del mismo nombre en La Victoria, Aragua. Igualmente, la remodelación del Palacio Federal Legislativo y el decreto mediante el cual los colegios nacionales de primera categoría, en Maracaibo y Valencia, se convirtieron en las universidades del Zulia y Carabobo.

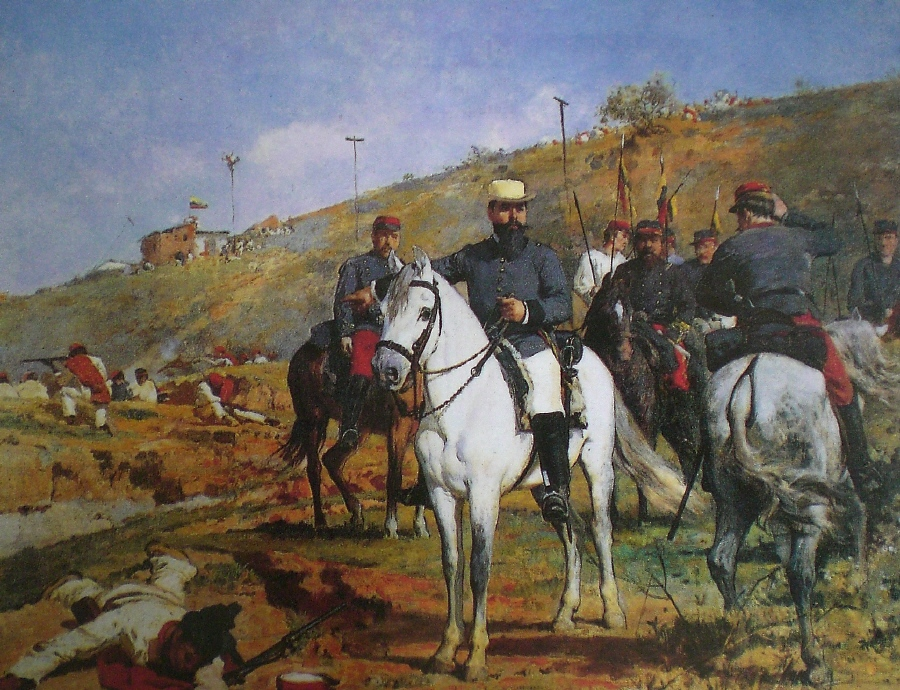
Joaquín Crespo lideró la Revolución Legalista, en contra de la continuidad de Andueza Palacio en la presidencia.

Después de una década del Tratado Arosemena-Guzmán, en el que Colombia y Venezuela sometían a la Corona Española el arbitraje de sus diferencias limítrofes, en marzo de 1891 llegó a Caracas la noticia sobre la decisión de la reina consorte, María Cristina de Habsburgo. El Laudo Arbitral Español resultó desfavorable para los intereses nacionales. Venezuela perdió casi la totalidad de la Península Guajira, así como una parte del territorio al occidente del río Orinoco, convirtiéndose un tramo del curso de agua en frontera.
Como dictaba la Constitución de 1881, su presidencia debía durar dos años, la cual estaba pautada finalizar el 20 de febrero de 1892. A partir de 1891, Andueza Palacio intentó reformar la carta magna para prolongar el mandato a cuatro años. En su propuesta, además incluía la elección directa del presidente de la República, fortalecimiento del poder local y cambios en los territorios y nombres de los estados. Pero el debate se centró en la extensión del periodo y si el mismo era solo un artilugio para aferrarse al poder. 
El 14 de marzo de 1892, Andueza Palacio presentó un «Manifiesto a la nación», en el que proclamó la vigencia inmediata de la reforma constitucional, bajo el apoyo conseguido de las asambleas estadales el año anterior, pero sin la aprobación del Congreso Nacional. La acción fue considerada por sus detractores como un golpe de Estado. Bajo la consigna de «Abajo el continuismo», el general y expresidente, Joaquín Crespo, se alzó contra el gobierno el 11 de marzo de 1892, con la bautizada Revolución Legalista. Andueza Palacio renunció el 17 de junio de 1892, entregando el mando a Guillermo Tell Villegas, quien ejercía el cargo de presidente del Consejo Federal. 
| Gabinete Ejecutivo           | Gabinete Ejecutivo        | Gabinete Ejecutivo |
| ---------------------------- | ------------------------- | ------------------ |
| Despacho                     | Ministro                  |                    |
| Relaciones Interiores        | Sebastián Casañas         |                    |
| Relaciones Exteriores        | Marco Antonio Saluzzo     |                    |
|                              | Feliciano Acevedo         |                    |
|                              | Manuel Clemente Urbaneja  |                    |
| Guerra y Marina              | Julio F. Sarría           |                    |
| Fomento                      | Francisco Batalla         |                    |
| Hacienda                     | Vicente Coronado          |                    |
| Crédito Público              | José Tadeo Monagas Oriach |                    |
| Obras Públicas               | S. Terrero Atienza        |                    |
| Instrucción Pública          | Eduardo Blanco            |                    |
| Secretario de la Presidencia | Juan Francisco Bustillos  |                    |
| Gobernación de Caracas       | J.M. García Gómez         |                    |

## Últimos años e imagen pública

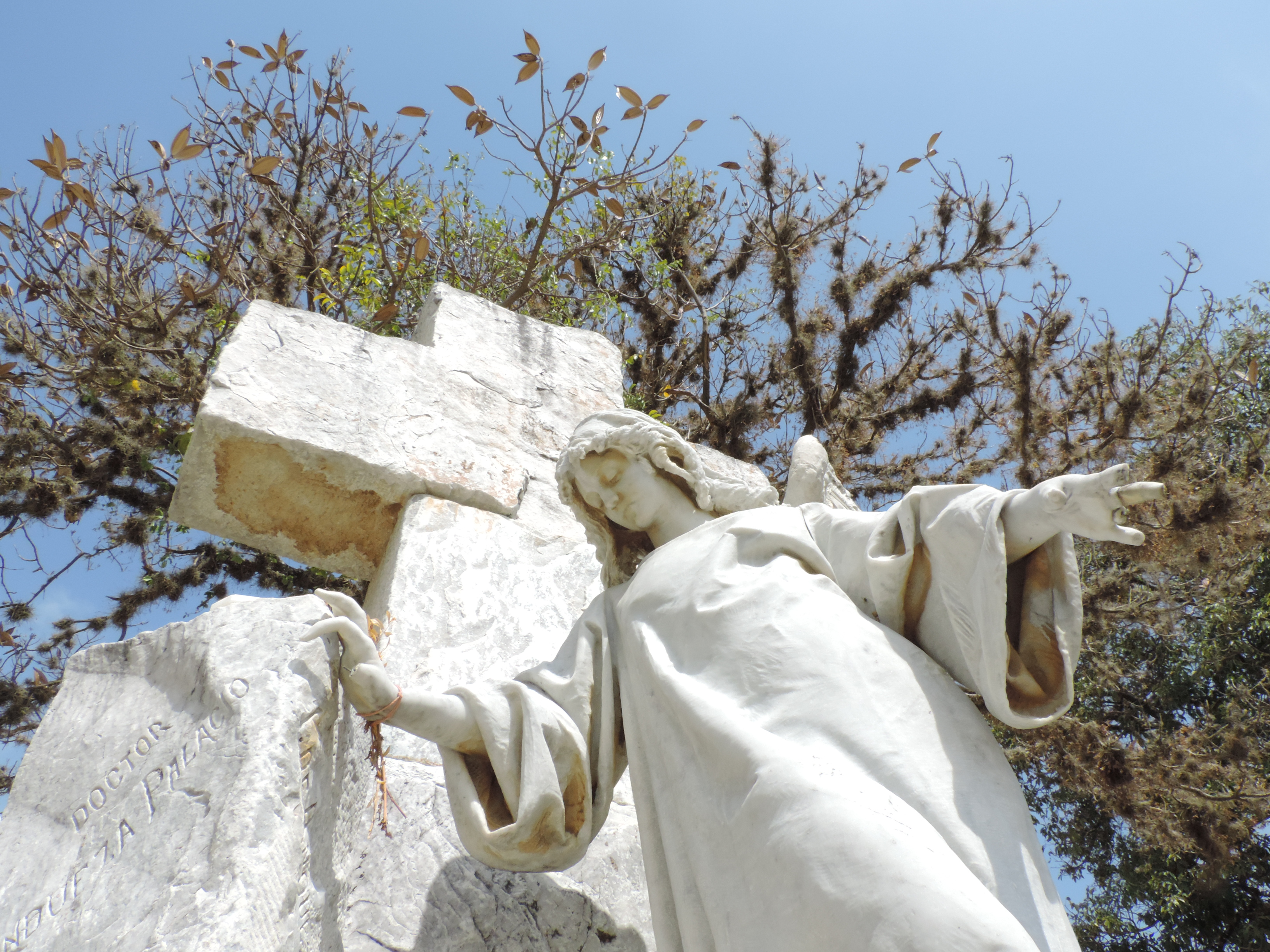
Tumba del presidente Andueza Palacio en el Cementerio General del Sur.

Partió al exilio con su familia rumbo a la isla de Martinica, y luego se estableció en París durante seis años. Regresó a Venezuela al enterarse de la muerte de Crespo en 1898. En el primer gabinete del general Cipriano Castro ejerció nuevamente como ministro de Relaciones Exteriores (1899-1900). 
En sus últimos años de vida sufrió de hipertensión y diabetes. En la noche del 17 de agosto de 1900, después de regresar de un viaje en tren desde el pueblo de Petare, Andueza Palacio falleció en Caracas, a los cincuenta y cuatro años de edad. El presidente Castro le realizó un funeral de Estado con los honores correspondientes. Sus restos se encuentran en el Cementerio General del Sur. 
Raimundo Andueza Palacio fue masón en grado 33 y canciller en el Supremo Consejo Confederado de la Masonería entre 1885 y 1888. De su imagen pública, es recordado por su altura (1,90 m) y obesidad; su grandilocuencia; y por ser adepto a las fiestas; mujeriego y de gusto excesivo por el alcohol. En un panfleto publicado en 1892 por el historiador Jacinto López, este presenta fuertes críticas hacia Andueza Palacio, juzgándolo como alguien que: «Desacreditó y prostituyó el poder civil», acusándolo de traición a la patria. En la novela En la casa del pez que escupe el agua (1976), del escritor y psiquiatra Francisco Herrera Luque, Andueza Palacio aparece como uno de sus personajes.
Andueza Palacio fue abuelo materno de Luis Malaussena, arquitecto reconocido por sus edificios monumentales de mediados del siglo XX venezolano.